# 普盧日內市鎮
42°06′00″N 20°34′00″E / 42.1000°N 20.5667°E
普盧日內市鎮，是蒙特內哥羅的一个市镇，位於該國西北部，行政中心为普盧日內，面積854平方公里，2011年人口3,246，人口密度每平方公里4人。